# Supercoppa italiana 2022 (pallavolo femminile)
La Supercoppa italiana 2022, 27ª edizione della Supercoppa nazionale di pallavolo femminile, si è svolta il 26 novembre 2022: al torneo hanno partecipato due squadre di club italiane e la vittoria finale è andata per la sesta volta, la quinta consecutiva, all'Imoco.

## Formula
La formula ha previsto una gara unica.

## Squadre partecipanti
| Squadra | Qualificazione                                   |
| ------- | ------------------------------------------------ |
| Imoco   | Vincitrice Coppa Italia 2021-22/Serie A1 2021-22 |
| AGIL    | Finalista Coppa Italia 2021-22                   |

## Torneo
| 26 novembre 2022 Palazzo Wanny, Firenze Durata: 1h:34 - Spettatori: 3 200 | Imoco | 3 - 1 | AGIL | 25-23 17-25 25-17 25-17 |